# Adrianus Eversen
Adrianus Eversen, né le 13 janvier 1818 à Amsterdam et mort le 1er décembre 1897 à Delft, est un peintre néerlandais de l'époque romantique spécialisé dans la peinture de scènes de rue.

## Biographie
Eversen étudie, avant 1840, la peinture auprès de Cornelis de Kruyff puis, après 1840, avec Hendrik Gerrit ten Cate, comme son condisciple Cornelis Springer. Apprécié en son temps pour avoir réussi à évoquer dans son œuvre l’atmosphère typiquement hollandaise, il appartient à l’association d’artistes Arti et Amicitiae.
Bien qu’il fasse montre d’un grand réalisme dans sa peinture, il n’hésite pas, contrairement à Springer, à peindre des scènes de rue ou des paysages urbains imaginaires, composées de fragments existants et fabriqués.

## Galerie

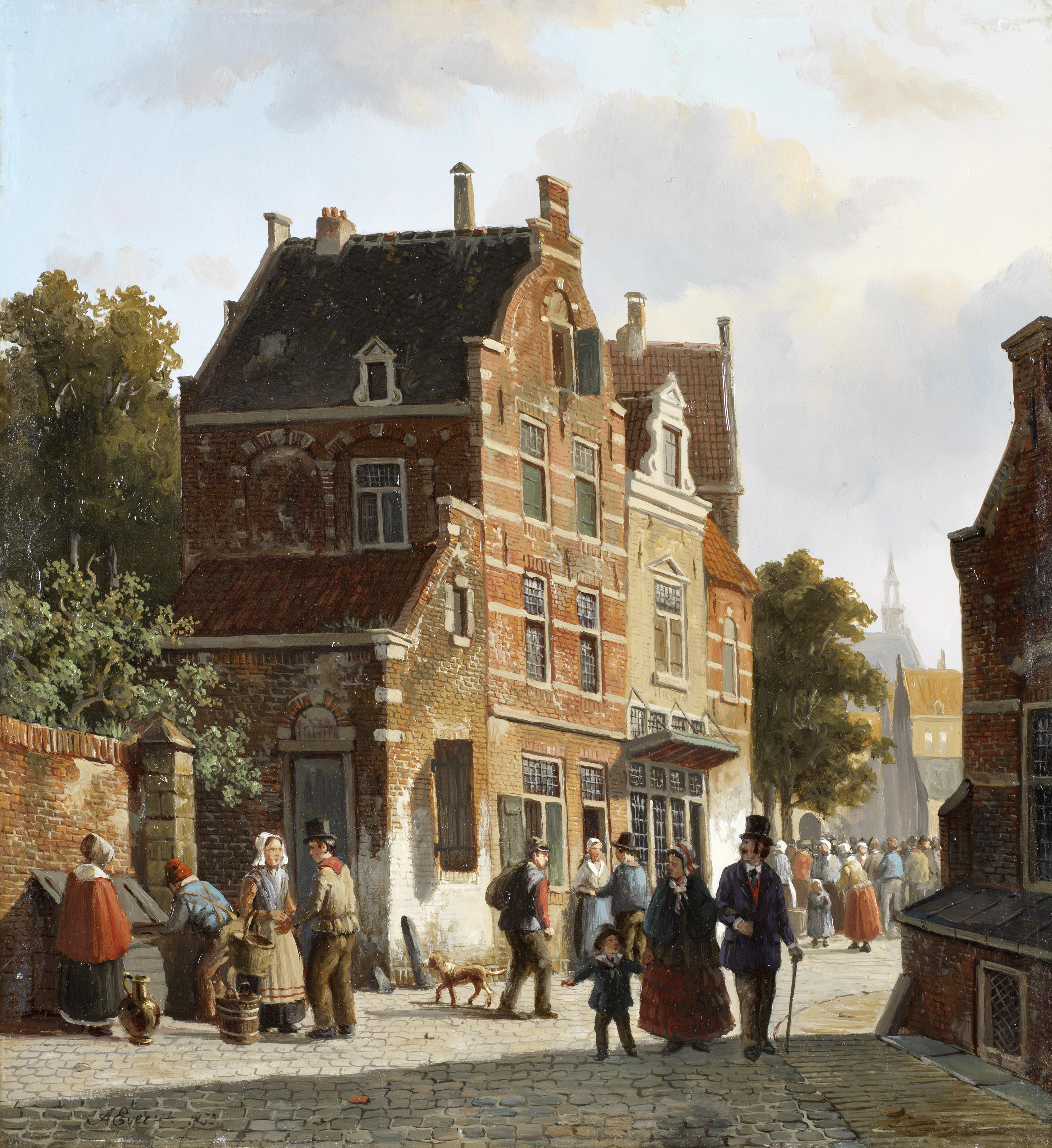
Scène de rue, 1853.
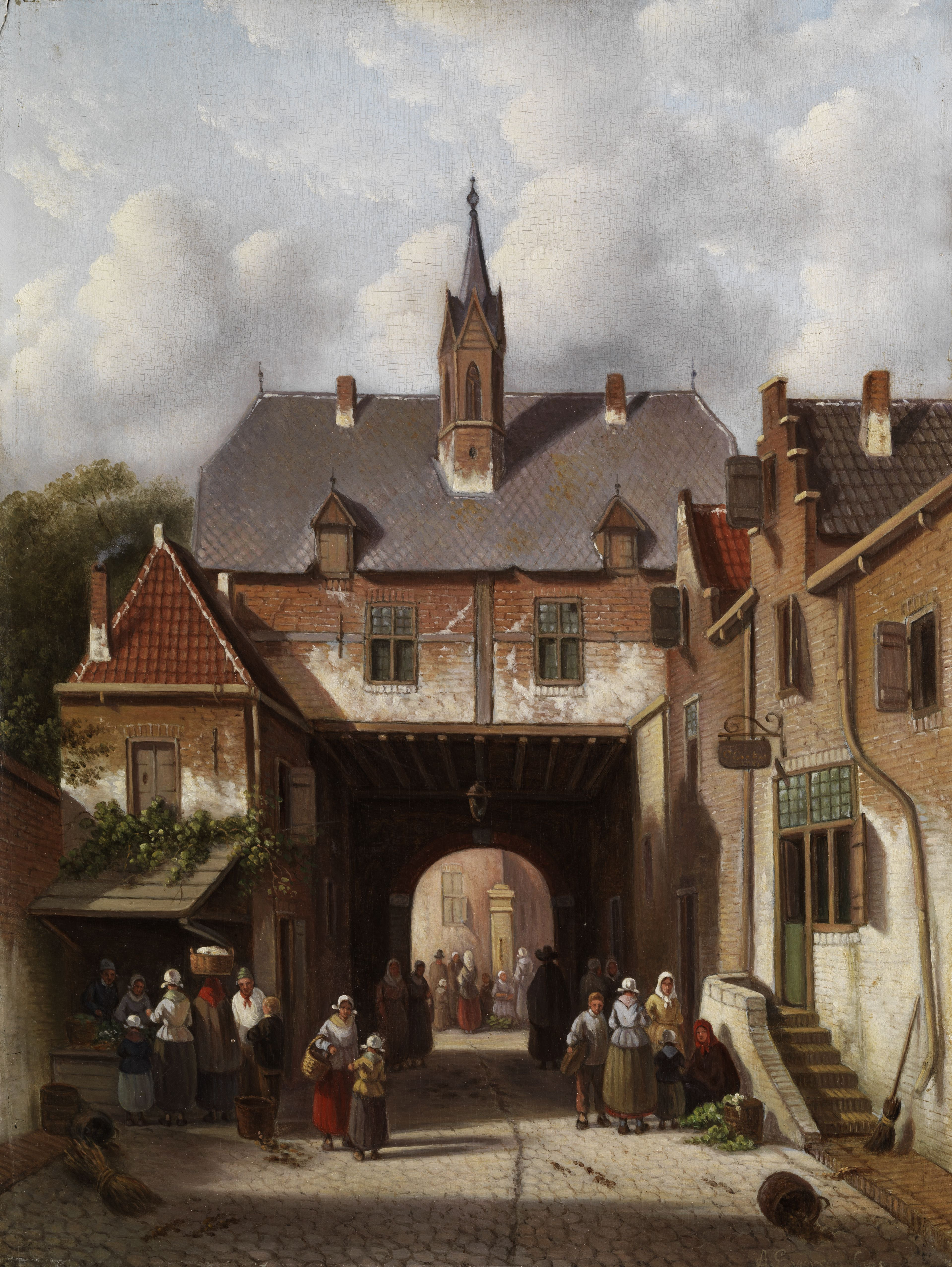
Paysage hollandais.
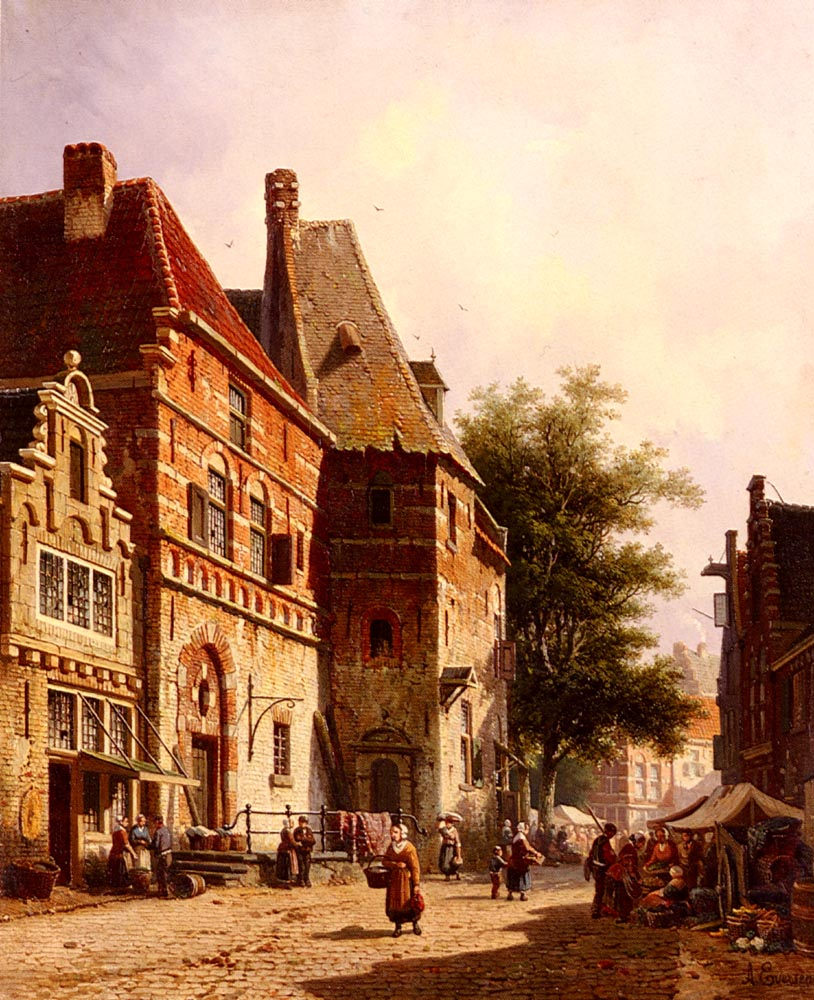
Jour de marché.
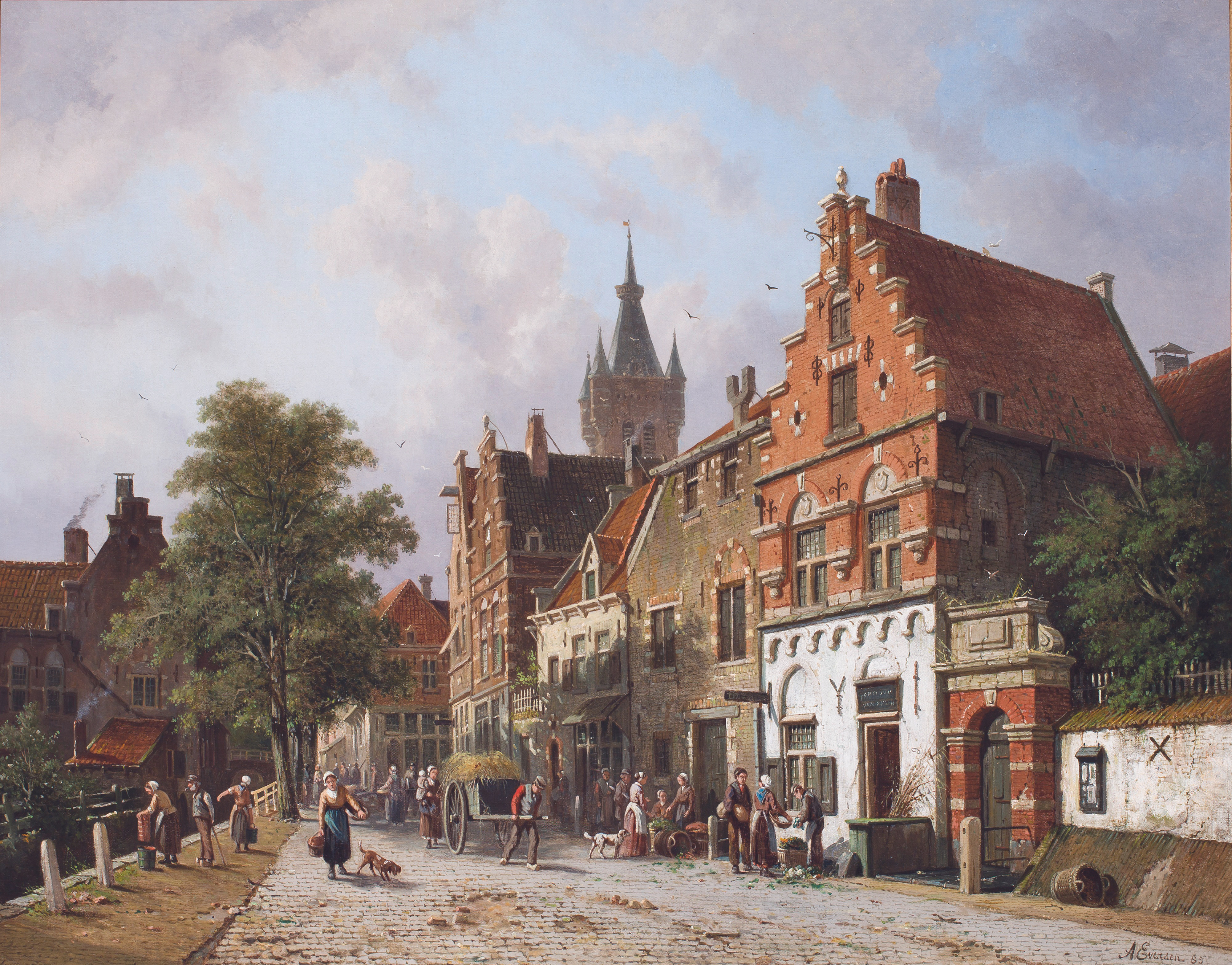
Vue de Delft.
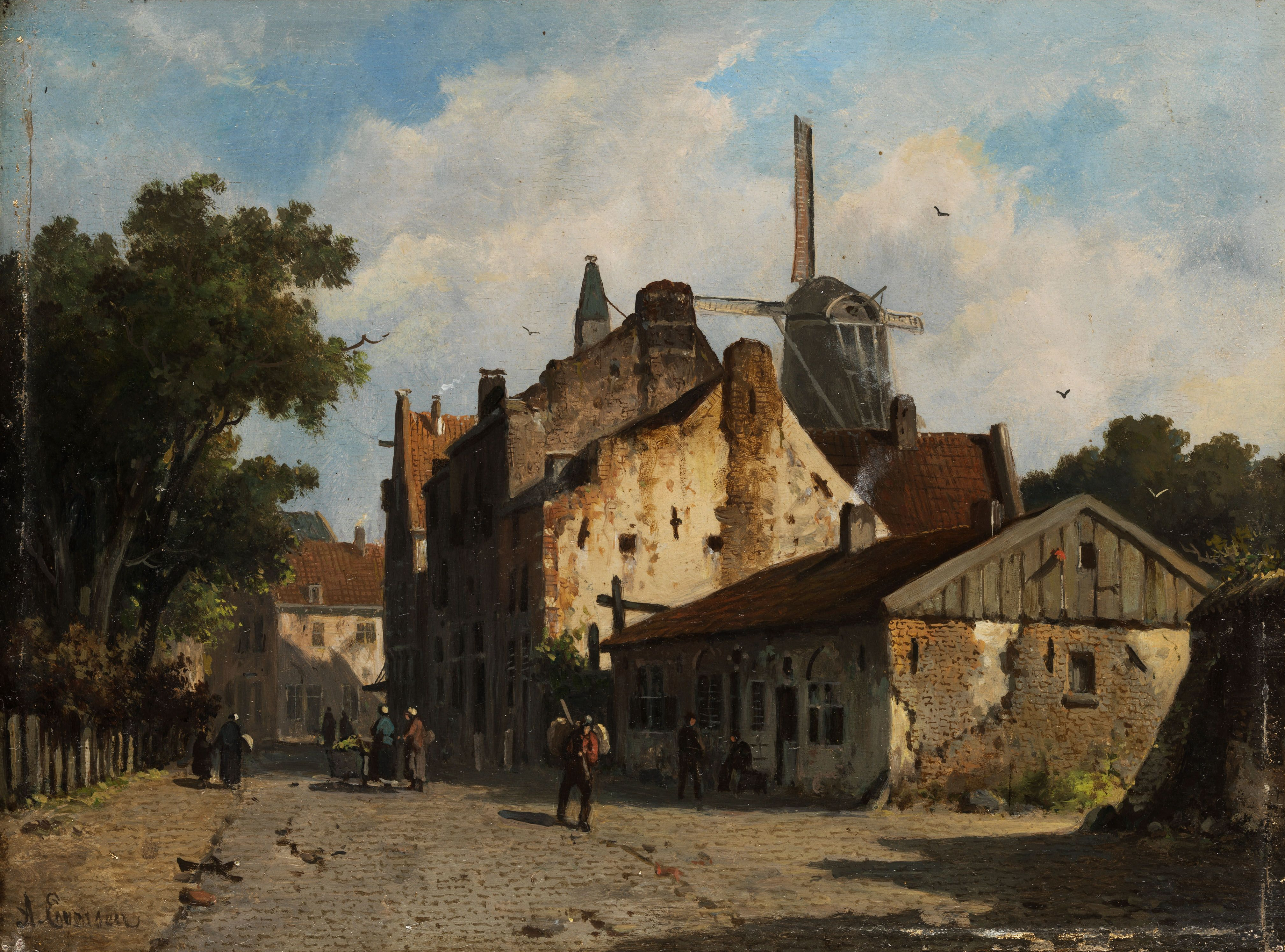
Paysage de rue hollandais.